# فايز الدويري
فايز الدويري (وُلد في 3 مارس/آذار 1952) هو لواء متقاعد وخبير عسكري واستراتيجي أردني. يشارك في العديد من البرامج التلفزيونية، وخصوصًا في تحليل الأمور المتعلقة بنزاعات الشرق الأوسط والقضية الفلسطينية، وظهر ظهورًا ملحوظًا في تحليل عملية طوفان الأقصى على قناة الجزيرة.
وُلِد في إربد، وعاش مساراً مزدوجاً بين التحصيل الدراسي والخدمة العسكرية. تخرج في عام 1972 برتبة ملازم ثان، وانضم الدويري إلى سلاح الهندسة الملكي الأردني، وشارك في مهام مختلفة. قادته رحلته العسكرية إلى مناصب متنوعة، الأمر الذي عزز خبرته في التكتيكات والعلوم العسكرية.
وإلى جانب مساعيه العسكرية، قدم الدويري مساهمات ملحوظة في المناقشات الأكاديمية والاستراتيجية. اشتمل عمله على ورقة بحثية عن الأمن الإقليمي في الشرق الأوسط وكتاب بعنوان "الأمن الوطني". بصفته كاتب مقالات، شارك بنشاط في الخطاب السياسي حول الشرق الأوسط.
وبلغت رحلته ذروتها بشكل مفاجئ في 25 كانون الأول/ ديسمبر 2023 خلال "عملية طوفان الأقصى" عندما خصّه أحد أعضاء كتائب عز الدين القسام في مقطع فيديو مصور، ليرد الدويري عليه بجوٍ من الفخر والتضامن الثابت على قناة الجزيرة ومنصات التواصل الاجتماعي، إذ أكد مجددًا بشكل لا لبس فيه إخلاصه لقضية المقاومة، مسلطاً الضوء على الشرف الذي شعر به عندما كُرِّم بذكر اسمه من قبل المقاتلين في غزة.

## حياته

### طفولته ودراسته
وُلِد فايز محمد حمد الدويري بتاريخ 3 مارس 1952 وعاش طفولته في قرية كتم، وهي جزء من محافظة إربد الواقعة بين بلدتي الحصن والنعيمة الكبيرتين، نشأ لعائلة ريفية تعمل في الزراعة وتربية الماشية، وعائلته مكونة من ثمانية أفراد وهو السابع، له ثلاثة أشقاء أكبر منه وأخ أصغر منه وثلاث أخوات أكبر منه. إلتحق فايز بمدرسة البلدة حتى الصف السادس وفي 21 فبراير 1962 توفيت والدته عندما وكان في الحادية عشرة من عمره آنذاك، وكانت أعز إنسان لديه كما وصفها في إحدى مقابلاته، بعد أن أنهى دراسته الابتدائية، التحق بمدرسة النعيمة الإعدادية ثم التحق بمدرسة الحصن الثانوية وأكمل تعليمه الثانوي هناك عام 1970.
انضم في عام 1979 إلى جامعة اليرموك على نظام الدراسة المسائية، حيث التحق ببرنامج "إدارة الأعمال مع التركيز في المحاسبة". وتُشير المصادر أنَّ فايز قد حصل على ثلاث شهادات بكالوريوس خلال حياته الدراسية، حصل على شهادته الأولى من جامعة اليرموك عام 1985، ثم حصل على الثانية من جامعة مؤتة، وبلغت مساعيه الأكاديمية ذروتها في جامعة بلوشستان حيث حصل على درجة البكالوريوس الثالثة في تخصص بكالوريوس العلوم العسكرية وإدارة الدفاعات الإستراتيجية، وكان قد قدّم بحث في المجال وقتئذٍ.

### عمله العسكري
على الرغم من قبوله في الجامعة الأردنية بتخصص المحاسبة، إلا أنه لم يتابع تعليمه هناك، وبدلاً من ذلك التحق بالكلية العسكرية[صف بدقة] في 3 أكتوبر 1970، وتخرج منها عام 1972 برتبة ملازم ثاني وانضم إلى سلاح الهندسة الملكي. شارك في عملية نزع الألغام على الحدود الأردنية السورية، ثم انتقل إلى اليمن في 1 يناير 1977 في مهمة سرية وبقي هناك حتى عام 1979، اتضح فيما بعد أنه كان يشارك مع القوات المسلحة اليمنية في تحصين مضيق باب المندب، وبناء معسكر خالد في تعز، حيث كان قد شارك بها برتبة ضابط هندسة. عاد إلى الأردن برتبة نقيب، وانضم في عام 1979 إلى جامعة اليرموك.
انضم إلى كلية القيادة والأركان الملكية الأردنية مدة عام، ثم ابتعثته القيادة العامة إلى الباكستان للمشاركة في دورة دوليَّة في كلية القيادة والأركان الباكستانية. عمل بعد عودته مدرسًا في كلية القيادة والأركان لمدة 4 سنوات، كما تولى قيادة كتيبة للجيش الأردني خلال حرب الخليج الثانية، تولى بعدها منصب مدير سلاح الهندسة الملكي الأردني، حتى أصبح أخيرًا آمرًا لكلية القيادة والأركان الأردنيَّة برتبة لواء، ومن ثم أحيل إلى التقاعد. انضم بعدها إلى الجامعة الأردنية، حيث حصل على درجة الدكتوراه في فلسفة التربية، وكان عنوان أطروحته «دور الجامعات الرسمية في تعزيز مفهوم الأمن الوطني». عمل محاضراً لمدة عامين في الجامعة الأردنية.

## مؤلفاته
نُشِر لفايز الدويري في 15 أيار من عام 2001 بحث باللغة الإنجليزية بعنوان «Regional Security in the Middle East and the Jordanian Role in it» (بالعربية: الأمن الإقليمي في الشرق الأوسط والدور الأردني فيه)، نشرته مركز المعلومات التقنية الدفاعية، وتؤكد الورقة على الدور المحوري للأمن الإقليمي في تعزيز السلام الدائم في المنطقة، وهي تعترف بالتغيرات المهمة التي طرأت على الشرق الأوسط منذ أوائل العقد الأول من القرن الحادي والعشرين، والانتقال من المواجهة المباشرة إلى الفلسفة الموجهة نحو السلام.
الدويري كاتب مقالات أيضًا، إذ بدأ في كتابة المقالات في عام 2013، حيث تعمق في المشهد المعقد للتغيرات السياسية في الشرق الأوسط. ومنذ ذلك الحين، شارك بنشاط أفكاره، وقدم التعليقات والتحليلات حول جوانب مختلفة في تعقيدات المجال السياسي في المنطقة. تلقت الجزيرة.نت ومركز الجزيرة للدراسات مساهماته، والتي بلغ مجموعها أكثر من عشرين مقالة.
صدر له في عام 2013 كتابٌ عنوانه «الأمن الوطني» عن دار وائل للطباعة والنشر والتوزيع. وجاء الكتاب في ثلاثة فصول، الأول بعنوان البيئة الوطنية، والثاني بعنوان الأمن الوطني، والأخير بعنوان دور المؤسسات التربية في تعزيز الأمن الوطن. أظهر الدويري مشاركته من خلال تسليط الضوء على الأحداث المحيطة بالصراع الفلسطيني في عام 2015 مع مجموعة كتّاب لتأليف كتاب بعنوان «الحرب على غزة 2014 وانعكاساتها على القضية الفلسطينية» الصادر عن مركز دراسات الشرق الأوسط، عمّان. كما ناقش الدويري "التعاون الدولي في مكافحة الإرهاب" في مقالٕ نشره التحالف الإسلامي العسكري لمحاربة الإرهاب بتاريخ 15 أكتوبر 2018.

## عملية طوفان الأقصى
تصدر اسمه محركات البحث بشكلٍ كبير في 25 ديسمبر 2023، وذلك بعد أن خاطبه أحد عناصر كتائب عز الدين القسام صارخًا «حلل يا دويري»، وذلك في فيديو بثه الجناح العسكري لحركة حماس حيث كان أحد العناصر يستهدف قوة إسرائيلية متحصنة في منزل بقذائف مضادة للتحصينات. استجاب الدويري عبر قناة الجزيرة قائلًا: سأحلل. كما نشر عبر منصة إكس (تويتر سابقًا): «أرفع رأسي وأشمخ وربما تكون أجمل لحظات حياتي حين سمعت المقاوم ينادي باسمي، إنها لحظات الشرف التي أعلم أن المقاومين يتابعون ويثنون على ما أقدمه من جهد بسيط بل ولا يذكر أمام أصحاب الفعل».
تفاعل الفنان الفلسطيني سائد العجيمي بأغنيةٍ خاصة تحمل اسم «حلل يا دويري» صدرت في 26 ديسمبر 2023، يذكر فيها: «يا ويلك يا محتل من الغزاوي... قله حلل يا دويري وأطلق صاروخ... وهذا القسامي شيخ ابن الشيوخ... قله حلل يا دويري وفجر البيت... قله حلل يا دويري وفجر البيت... ومثل رجال القسام وما لقيت... حلل يا ابن الأردن يا صقر وطيب... رد الدويري وقله ابشر يا كبير... راح احلل والي بده يصير يصير... راح احلل والي بده يصير يصير... على الجزيرة تابعني عاشت يمناك... الله اكبر في قلبهم يا ولاد... الله اكبر في قلبهم يا ولاد... فجر المحتل وفجر الأوغاد... لا تقلي إسرائيل ولا أمريكا... غزة هزمت أمريكا واشهد يا زمان... حلل يا دويري».
قبل وقف إطلاق النار في 19 يناير 2025، ألقت طائرات إسرائيلية منشورات في أنحاء مختلفة من قطاع غزة تُظهر رسمومات لأنقاض مبان مدمرة وجاء على أحدها عبارة حلل يا دويري.